# Пармет, Фил
Фил Пармет (англ. Phil Parmet; род. 7 марта 1942, Принстон, Нью-Джерси, США) — американский кинооператор.

## Карьера
В 1996 стал режиссёром игры «Ripper» в жанре интерактивное кино/квест.

## Личная жизнь
Некоторое время увлекался фотосъёмками. Женат на художнице по костюмам Лизе Пармет.

## Фильмография
- 1976 — Песня остаётся всё такой же / The Song Remains the Same
- 1990 — Смертельное задание / Fatal Mission
- 1990 — Уличный охотник / Street Hunter
- 1991 — Кошмар на улице Вязов 6 / Freddy's Dead: The Final Nightmare (оператор второго состава)
- 1992 — В супе / In the Soup
- 1992 — Отложенное возмездие / Distant Justice
- 1993 — Дальние родственники / Distant Cousins
- 1993 — Два детских трупа / Two Small Bodies
- 1994 — Нина берёт любовника / Nina Takes a Lover
- 1994 — Киборг 3: Переработчик / Cyborg 3: The Recycler
- 1995 — Четыре комнаты / Four Rooms (эпизод «Не тот человек»)
- 1995 — Под гавайской луной / Under the Hula Moon
- 1995 — Пятнадцатиминутный Гамлет / The Fifteen Minute Hamlet (короткометражка)
- 1996 — Последние дни Фрэнки по прозвищу «Муха» / The Last Days of Frankie the Fly
- 1996 — 364 девушки в год / 364 Girls a Year
- 1998 — Игра с огнем / Mind Games (телевизионный фильм)
- 1999 — Любовь и жизнь в Чикаго / Love and Action in Chicago
- 1999 — Черное и белое / Black and White
- 2000 — Зверофабрика / Animal Factory
- 2000 — Следующая остановка – вечность / Next Stop, Eternity (короткометражка)
- 2001 — Тяжелые деньги / Hard Cash
- 2002 — Тринадцать лун / 13 Moons
- 2002 — Американский пистолет / American Gun
- 2002 — Даллас 362 / Dallas 362
- 2005 — Одинокий Джим / Lonesome Jim
- 2005 — Изгнанные дьяволом / The Devil's Rejects
- 2006 — Собачья проблема / The Dog Problem
- 2007 — Грайндхаус / Grindhouse (фальшивый трейлер фильма «Женщины-оборотни СС»)
- 2007 — Синий штат / Blue State
- 2007 — Хэллоуин 2007 / Halloween
- 2009 — Дон Маккей / Don McKay
- 2011 — Убить по расписанию / Ticking Clock
- 2011 — Соседка по комнате / The Roommate
- 2011 — Игры киллеров / Assassination Games
- 2012 — Шесть пуль / 6 Bullets
- 2013 — Бегство от сумасшедшего / Running from Crazy
- 2014 — Одержимость Майкла Кинга / The Possession of Michael King
- 2014-2017 — Их перепутали в роддоме / Switched at Birth (8 эпизодов)